# Shino non sa dire il suo nome
Shino non sa dire il suo nome (志乃ちゃんは自分の名前が言えない?, Shino-chan wa jibun no namae ga ienai) è un manga del 2011 scritto e disegnato da Shūzō Oshimi. 
L'opera è composta da un volume unico e da essa è stato tratto un film omonimo, che ha goduto di una distribuzione a livello nazionale a cura della Tohokushinsha Film a partire dal 14 luglio 2018.

## Trama
Shino è una ragazza balbuziente e che soffre profondamente a causa di questo suo problema, non riuscendo infatti a crearsi nuove amicizie. Arrivata alle superiori, la ragazza inizia tuttavia lentamente a superare il proprio trauma.

## Manga
| Nº | Data di prima pubblicazione | Data di prima pubblicazione | Data di prima pubblicazione | Data di prima pubblicazione |
| Nº | Giapponese                  | Giapponese                  | Italiano                    | Italiano                    |
| -- | --------------------------- | --------------------------- | --------------------------- | --------------------------- |
| 1  | 7 dicembre 2012             | ISBN 978-4-77832180-2       | 8 novembre 2018             | ISBN 978-8-89128505-8       |